# Vertigo (musikalbum av Koldbrann)
Vertigo är det norska black metal-bandet Koldbranns tredje studioalbum, utgivet 2013 av skivbolaget Season of Mist Underground Activists.

## Låtlista
1. "IntroVertigo" – 5:54
2. "Totalt sjelelig bankerott" – 5:45
3. "Hjertets Holodomor" (instrumental) – 0:40
4. "Drammen" – 5:35
5. "Stolichnaya smert" – 4:46
6. "Terminal Transnistrii" (instrumental) – 0:46
7. "Phantom Kosmonaut" – 5:57
8. "Goat Lodge" – 6:37
9. "I eklipsens skimmer" – 4:22
10. "Sans soleil" (instrumental) – 0:48
11. "Inertia Corridors" – 6:56

- Text: Kvass
- Musik: Voidar (spår 1, 5, 8, 9), Kvass (spår 2, 4, 7, 8), Blitzkrieg Baby (spår 3, 6, 10), Folkedal (spår 11)

## Medverkande
Musiker (Koldbrann-medlemmar)
- Mannevond (Lloyd Hektoen) – sång
- Kvass – gitarr
- S.G.J. (Stian Johnskareng) – basgitarr
- Folkedal (Jørn Folkedal) – trummor
- Voidar (Vidar Ermesjø) – gitarr

Bidragande musiker
- Erlend Hjelvik – sång (spår 2)
- Destructhor (Thor Anders Myhren) – sologitarr (spår 4)
- Bowel Ripper (Christian Myhre) – sologitarr (spår 5)
- Sergeant Salsten (Daniel Kråkevik Salsten) – bakgrundssång (spår 5)
- Eirik Renton – trumpet (spår 5)
- Sorath Northgrove (Brede Norlund) – sång (spår 8)

Produktion
- Koldbrann – producent
- Voidar – ljudtekniker, ljudmix
- Tom Kvålsvoll – mastering
- Trine Paulsen – omslagskonst, foto, logo